# Djursland
Djursland er en østvendt halvø i Kattegat med et areal på ca. 1419 km² og cirka 80.000 indbyggere, beliggende i den østligste del af Jylland. Administrativt er Djursland inddelt i Norddjurs- og Syddjurs Kommuner.
Djurslands bakkelandskaber er formet af komplekse iskappe- og smeltevandsbevægelser under de sidste 3 istider, resulterende i meget varierede landskabs- og kysttyper.
Blandt de markante landskabstræk er det kuperede bugtland, Mols Bjerge i syd, den udtørrede frodige sø, Kolindsund, centralt på Djursland, og den flade hedeslette mellem Molslandet og Kolindsund.

## Kysterne
Djursland har hav til 3 sider med tre markant forskellige kystliner. Fællesnævneren er moderate tidevandsforskelle strøm- og bølgeforhold sammenlignet med den mere Atlanterhavsprægede, vindudsatte jyske vestkyst.
Nordkysten – Den 35 kilometer lange nordlige kystlinje er en lavvandet sandkyst, der starter ved udløbet af Randers Fjord med Gudenåen til havet. Stranden er de første kilometer en delta-agtig vadehavskyst med en sumpet strandeng. Denne kyst går over i en række børnevenlige badestrande, hvor det lave vand bliver varmet hurtigt op om sommeren, men hvor voksne skal gå i størrelsesordenen 100 meter eller mere ud, for at nå svømmedybde. Fra hele nordkysten af Djursland er fiskeri efter fladfisk godt, men det kræver en båd at komme tilpas langt ud.
Østkysten - Djurslands 50 km lange østkyst ud mod Kattegat er domineret af stenstrand. Der bliver dybt hurtigere end på nordkysten og tilpas svømmedybde kommer 5–20 meter ude.
Østkysten er kendt blandt snorkel-dykkere, jagtdykkere og lystfiskere. Der er to undtagelser fra stenkysttypen. Det ene sted er ved Karlby- og Sangstrup klinter, hvor der er et stræk på 5 kilometer, som består af op til 12 meter høje kalkstensklinter, af samme geologiske formation som Møns Klint. Den anden undtagelse ligger umiddelbart syd for Grenaa, i form af 5 kilometer lange Grenaa Strand, der er den tilsandede udmunding af Kolindsund til havet, og som er en populær badestrand.
Sydkysten – De sydlige kyster på Djursland i Mols-landet er præget af bugter, vige og næs med varierede sand- og stenstrande samt skiftende dybdeforhold ud for stranden. Det er altid muligt at finde en bugt i læ for vindretningen inden for en kort køreafstand.

### Det centrale Djursland
Kolindsund – er en 15 km lang udtørret sø, der kiler sig ind i Djursland fra Grenaa på østkysten mod vest til Kolind midt på halvøen, og videre tværs gennem Djursland som et fladt lavlandsområde op mod Randers Fjord. I stenalderen afskar Kolindsund den nordlige del af Djursland som en ø. Kolindsund var indtil 1870 en sø, og i den tidlige middelalder et sund med adgang til Kattegat. I 1200-tallet var det var muligt at sejle fra havet til Kolind. Senere i middelalderen lukkede sandflugt sundet.
Søbunden er frugtbart landbrugsland med højt udbytte domineret af hvede- og græsfrøafgrøder. Især den nordlige side af sundet bliver flankeret af randbakker, som bidrager til landskabets egenart. Kolindsund bliver drænet af to pumpestationer, der løfter vandet op i Nordkanalen, der før Grenaa by løber sammen med sundets sydlige afgrænsningskanal, Sydkanalen, og bliver til Gren Å, der løber gennem byen, og munder ud i havet ved byens marina.
Kolindsund ligger ned til 2 meter under havets overflade. Pumpehøjden ved de to pumpestationer er lidt over 5 meter. Kanalsystemet indbefatter Midterkanalen, der er fødekanal for pumpestationerne. Vandløbssystemet er populært blandt lystfiskere. Primært havørreder, men også gedder, aborrer og brasen, er almindelige fangster.

### Det Sydlige Djursland
Syd for Kolindsund går landskabet over en sandet flodslette, Tirstrup Hedeslette, hvor Aarhus Lufthavn ligger 41 km nord-øst for Aarhus. Syd for hedsletten kommer Djurslands mest kuperede landskab i form af Mols Bjerge, med bakker op til knap 140 meters højde ned til Syddjurslands kyster med bugter, vige og næs.
På det sydlige Djursland ligger Nationalpark Mols Bjerge, der omfatter en del af det sydlige Djurslands kyster, nogle havområder, byen Ebeltoft, og et fredet bakkelandskab centralt på Mols uden landbrug. Denne del bliver plejet i retning af et åbent steppeagtigt efter-istidslandskab. Det foregår ved afgræsning, og ved at fjerne trævækst i et vist omfang, med henblik på at undgå at landskabet springer i skov, hvilket ville være den naturlige tilstand i dag, men som ville blokere for udsigt og tilgængelighed i området. Nationalpark Mols Bjerge blev etableret i 2009, mest på privatejet jord. Oprettelse af parken indebar ikke køb eller ekspropriation af jord, men blot en hensigtserklæring om at styrke information om, adgang til og pleje af områdets naturværdier.
De største bugter, vige og næs på det sydlige Djursland er: Gåsehage, Ahl Hage, Ebeltoft Vig, Helgenæs, Begtrup Vig, Mols Hoved, Skødshoved, Aarhusbugten, Kalø Vig, Knebel Vig, Egens Vig og Følle Vig.

### Det nordlige Djursland
Området nord for Kolindsund og 15 kilometer op består overvejende af lave bakker med sandjord, som er rimeligt godt landbrugsland. Norddjursland er den mest skovrige og mindst befolkede del af Djursland.
Randers Fjord – Den nordvestlige ende af Norddjursland grænser til Randers Fjord, som er et langt nordvendt udløb til havet for Gudenåen til Kattegat. Området langs fjorden er præget af fladt land, hvor der nogle steder er sivskove, som i et vist omfang bliver høstet til tækkerør.
To små færger krydser Randers Fjord en sydligere forbindelse mellem Voer og Mellerup, og en nordligere forbindelse ved Udbyhøj, hvor Randers Fjords munder ud i Kattegat. Den mindste af de to færger er den mellem Voer og Mellerup, som kun har plads til 3-4 biler, og som ikke sejler fra umiddelbart inden juleaften og til ca. 1. marts. Udbyhøjfærgen er Danmarks eneste kabelfærge, og har plads til 12 biler. Overfarten til nordsiden af fjorden er begge steder i størrelsesordenen en halv kilometer.

## Skove
Djursland har tre større skovområder:
- Emmedsbo Skovområde i den nordøstlige ende af Djursland.
- Løvenholm Skov i den centrale vestlige del af Djursland.
- Skramsø Plantage mod syd.

Disse 3 skove er hver i størrelsesordenen 50 kvadratkilometer. Jagtbart vildt på Djursland omfatter 4 hjortearter, med rådyr som de mindste og mest talrige, og kronhjorte som de største, der findes i de to nordligste skovområder. Der er også dådyr og sikahjort. Hare, ræv grævling og fasan er også almindelige.
Der er udveksling af hjortevildt mellem Djurslands to nordlige skovområder, Emmedsbo og Løvenholm, hvorimod der mangler nogle skovpassager for at forbinde det sydlige skovområde, Skramsø Plantage, med de nordlige skove.
I de senere år er ravne blevet betydeligt mere almindelige på Djursland, tilknyttet skovene, men også forekommende i en målestok der giver ulemper tilknyttet en dyrepark som Skandinavisk Dyrepark, uden for skovområderne. Større rovfugle, såsom rød glente, kongeørn og fiskeørn er også begyndt at vise sig som ynglefugle på Djursland, efter at have været fraværende i mange årtier.

## Byer

### Grenaa
Grenaa er en købstad og havneby midt på østkysten ud mod Kattegat, og byen er er Djurslands største med 14.454 indbyggere. Grenaa har færgeforbindelser til til Varberg i Sverige og til Kattegatøen, Anholt. Byen har en i de senere år udbygget sin industrihavn i nordlig retning. Den fem km lange Grenaa Strand i sydlig retning er vigtig for byen og områdets turisme med et bagland af (udlejnings)sommerhuse. Grenaa har ligesom resten af den vestlige verden en stagnerende produktionsindustri. Turisme og nye uddannelsesinstitutioner søges udviklet i stedet for. Grenaa er et regionalt indkøbscenter.

### Ebeltoft
Ebeltoft Ved Ebeltoft Vig i det sydøstlige Djursland, ligger Djurslands næststørste by med 7.528 indbyggere. Turisme er den mest betydende indtægtskilde. Der er over 8.000 sommerhuse i Ebeltoft-området med mange udlejningshuse.
Turismen er baseret på Ebeltoft bys historiske bymidte med bindingsværkshuse, og et bakket kystlandsskab i Molslandet med bugter, vige og næs samt mange strande. Fra Ebeltoft sejler Molslinjen til Sjællands Odde.

### Hornslet
Hornslet er en stationsby på Djursland med 5.532 indbyggere (2016) i Hornslet Sogn ca. 25 km nordøst for Aarhus. Byen ligger i Syddjurs Kommune nær kommunegrænsen, og er Djurslands tredjestørste by, men er i realiteten en satellitby til Aarhus. Nær byen ligger Rosenholm Slot, som tilhører familien Rosenkrantz.

### Auning
Auning er en by på Djursland med 3.330 indbyggere  (2025), beliggende på rute 16, 23 km øst for Randers og 32 km vest for Grenaa. Byen hører til Norddjurs Kommune og er den fjerde største by på Djursland. Auning ligger i Auning Sogn, og Auning Kirke ligger ligeledes også i byen.
Vest for byen ligger herregården Gammel Estrup med Dansk Landbrugsmuseum og Herregårdsmuseet. Den tidligere kartoffelmelsfabrik i Auning er købt af staten og indrettet som magasiner for landbrugsmuseet. Øst for byen ligger et stort sammenhængende skovområde bestående af Auning Skov, Tårup Skov, Løvenholm Skov og Fjeld Skov.

### Rønde
Rønde er en by på det sydlige Djursland med 2.893 indbyggere (2016), hvilket gør den til den femte største by på Djursland. Byen er beliggende i Bregnet Sogn, 30 kilometer nordøst for Aarhus og knap 32 kilometer sydvest for Grenaa. En kilometer syd for byen er Bregnet Kirke beliggende og ca. to kilometer syd er Kalø Slotsruin. Mellem slotsruinen og Rønde ligger Hestehave Skov. Umiddelbart syd for bygrænsen begynder Nationalpark Mols Bjerge.

### Mindre byer
Mindre byer på Djursland med indkøbscentre omfatter Mørke, Ryomgård, Kolind, Allingåbro, Fjellerup Strand, Bønnerup Strand, Glesborg og Nimtofte. Den sydvestlige del af Syddjursland i Syddjurs Kommune med byer som Ugelbølle, Hornslet og Rønde er bosætningsområder for folk der arbejder i Aarhus.

## Infrastruktur

### Veje
Primærruter på Djursland
- 15 starter i Grenaa og går igennem Ålsø, Trustrup, Tirstrup hvorefter vejen fortsætter som motortrafikvej/motorvej videre til Aarhus.
- 16 går fra Grenaa til Randers, og løber igennem Ørum, Ramten, Auning og Fausing.
- 21 går fra Ebeltoft til Randers. Løber bl.a. gennem Feldballe og Mørke.

Sækundærruter på Djursland
- O Cityring rundt om Grenaa midtby
- 523 går fra Ugelbølle til Ramten. Løber bl.a. igennem Nimtofte, Ryomgård og Thorsager
- 531 går fra Allingåbro til Udbyhøj, hvor Randers Fjord oversejles med færge. Løber bl.a. gennem Ørsted.
- 547 går fra Skærvad til Fausing, og går bl.a. igennem Glesborg, Fjellerup, Vivild og Allingåbro
- 563 går fra rute 547 gennem Auning og videre til Hornslet.
- 587 går fra Djurslandsmotorvejen mod Hadsten.

### Jernbaneforbindelser
Der er flere jernbaneforbindelser på Djursland, hvor kun Grenaabanen og Grenaa Havnebane er aktive i dag. Grenaabanen går fra Grenaa til Aarhus og har stationer i følgende djurslandske byer: Trustrup, Kolind, Ryomgård, Mørke og Hornslet. Andre jernbaner er Grenaa Havnebane, som forbinder Grenaa Station med Grenaa havn, også er der resterne af Randers-Ryomgård jernbanen. Sporene har fra Allingåbro forbindelse mod vest til Randers og den østjyske længdebane, men mod Ryomgård er sporene taget op.
Andre nedlagte jernbaner er Ebeltoftbanen og Gjerrildbanen.

### Havne
Djurslands største havn er Grenaa Havn. Andre større havne er Bønnerup Strand og Ebeltoft Færgehavn.
Færgeruter
- Grenaa - Halmstad
- Grenaa - Anholt
- Ebeltoft - Sjællands Odde
- Udbyhøj - Udbyhøj Vasehuse
- Voer - Mellerup

Nedlagte færgeruter
- Grenaa - Varberg
- Grenaa - Helsingborg
- Grenaa - Hundested

### Busforbindelser
Grenaa Bybusser
| Linje | Rute                                                                                      |
| ----- | ----------------------------------------------------------------------------------------- |
| 1     | Mogensgade - Banegården - Færgehavn - Hedebocentret - Mogensgade                          |
| 2     | Mogensgade - Banegården - Dr. Ferieby - Færgehavn - Banegården - Mogensgade               |
| 3     | Mogensgade - Banegården - Sygehuset - Solskrænten - Sygehuset - Digterparken - Mogensgade |

Regionalbusser
| Linje | Rute                                                          |
| ----- | ------------------------------------------------------------- |
| 83Lyn | Grenaa - Kolind - Ryomgård - Aarhus                           |
| 84Lyn | Ryomgård - Hornslet - Lystrup - Aarhus                        |
| 100   | Hornslet - Aarhus - Odder                                     |
| 120   | Grenaa - Kolind - Rønde - Aarhus                              |
| 121   | Ryomgård - Thorsager - Rønde - Aarhus                         |
| 122   | Grenaa - Rønde - Aarhus                                       |
| 123   | Ebeltoft - Rønde - Aarhus                                     |
| 211   | Udbyhøj - Randers                                             |
| 212   | Ebeltoft - Aarhus Lufthavn - Ryomgård - Auning - Randers      |
| 213   | Grenaa - Glesborg - Fjellerup - Vivild - Allingåbro - Randers |
| 214   | Grenaa - Ryomgård - Auning - Randers                          |
| 217   | Hornslet - Randers                                            |
| 319   | Hornslet - Ørsted                                             |
| 351   | Grenaa - Grenaa Havn - Ebeltoft                               |
| 352   | Grenaa - Bønnerup - Glesborg - Ryomgård                       |
| 400   | Djurs Sommerland - Aarhus                                     |
| 888   | Grenaa - København                                            |
| 925x  | Aarhus Lufthavn - Aarhus                                      |

Lokalbusser
| Linje | Rute                                      |
| ----- | ----------------------------------------- |
| 1     | Ebeltoft - Knebel - Skødshoved - Ebeltoft |
| 2     | Knebel - Ebeltoft                         |
| 3     | Ebeltoft - Øer - Ebeltoft                 |
| 4     | Hornslet - Ebeltoft                       |
| 11    | Knebel - Helgenæs                         |
| 12    | Knebel - Ebeltoft - Knebel                |
| 361   | Rønde - Helgenæs - Rønde                  |

### Aarhus Lufthavn
Aarhus Lufthavn, tidligere Tirstrup Lufthavn, (IATA: AAR, ICAO: EKAH) er en lufthavn beliggende ved Stabrand, Tirstrup, ca. 35 km nordøst for Aarhus. Aarhus Lufthavn havde 459.913 rejsende i 2013,hvilket gør den til den fjerdestørste herhjemme, overgået af København, Billund og Aalborg.

## Turisme
De lange kyststrækninger på Djursland tiltrækker en del turiset til området. Det hænger bl.a. sammen med at alle danske kyster offentligt tilgængelige ved lov, hvilket ikke altid er tilfældet andre steder. Med kyst til tre sider er Djursland præget af en mild topografi uden klipper, eller andet der hindrer adgang til vandet. Der er heller ikke den store tradition for at hegne inde og lukke af.
Djursland har 22 sandstrande alle med tilknyttede sommerhusområder. Strandene er i nogen grad fri for risikofaktorer såsom stærk strøm i forbindelse med store tidevandsforskelle, sammenlignet med andre kyster under større påvirkning af Atlanterhavet. En anden faktor der fremmer turisme er et mildt sommerklima uden den hede, som kan være en udfordring i Middelhavsområdet. De udenlandske turister kommer primært fra Tyskland, Norge, Sverige og Holland. Især Ebeltoft har betydelig indenlandsk turisme, ligesom Ebeltoftområdet også er kendt som bosætningsområde for velhavende pensionister De tyske turister er kendt for også at komme til Djursland uden for højsæsonen, og for at søge natur- og landskabelige værdier. Der er 5 større lystbådehavne på Djursland, som bidrager til den kystturismen.
Lystfiskeri og dykning, ikke mindst fra den østvendte stenkyst ud mod Kattegat hører til områdets betydende natur- og turismeværdier.

## Nogle Attraktioner
- Kalø Slotsruin - slotsruin på halvø i landskab præget af bugter og vige
- Kalø veteranbiltræf – Tirsdagstræf hver eftermiddag og aften forår, sommer samt efterår med op til 600 veteranblier per gang
- Gåture – Såsom ved de varierede og tilgængelige kyster
- Fiskeri og dykning - ikke mindst fra den 50 km lange østkyst ud mod Kattegat
- Grenaa Strand - - 5 km sandstrand nomineret som en af Danmarks 2 bedste strande I 2006.
- Nationalpark Mols Bjerge – Bakket istids-steppe-landskab til gåture, bilture og guidede rideture
- Svampepluk - i skovene og på udyrkede arealer fra august til efterårsfrosten sætter ind
- Fjord og Kystcentret – Besøgscenter tilknyttet Randers Fjord i Voer – fokus på aktiviteter i forhold til fisk, fiskeri, kystbiologi, udstillinger, bådleje og guidede naturforløb. Minibilfærge hen over fjorden.
- Sildefiskeri fra Voer i Randers Fjord - sæsonbetonet
- Kattegatcentret – i Grenaa med store hajer, og fokus på nordiske fiskearter. Udendørs sælbassin.
- Dansk Motor- og Maskinsamling ved Grenaa med Nordens største samling af stationære motorer der strækker sig tilbage til 1860. Mange kan ses køre, når der er gæste-arrangementer.
- Djurs Sommerland tæt på Nimtofte er den største forlystelse på Djursland og landets fjerdestørste, hvad besøgstal angår.
- Landbrugsmuseet på Gl. Estrup Landmandsliv gennem tiderne. Samling af landbrugsmaskiner. Omfattende frugt og grøntsagshaver med historiske arter, såsom 30 rabarbersorter flere hundrede æblesorter.
- (Herrregårdsmuseet) på Gl. Estrup Slot.
- Katholm Slot, syd for Grenaa.
- Rosenholm Slot ved Hornslet, plus andre slotte og herrgårde på Djursland.
- Golf - Lübker ved Nimtofte, Grenaa-, Ebeltoft- Uggelbølle og andre golf-resorter og baner.
- Munkholm Zoo – Zoo møntet familier med småbørn. Side-steder, ikke for langt at gå, med masser af dyr, inkl. klappedyr.
- Ree Safari Park – Zoo-park – i bakker inkl. savanneagtigt landskab. Også store dyr, såsom løver, bøfler og geparder.
- Skandinavisk Dyrepark – Zoo -park med nordiske dyrearter inkl. bjørne, isbjørne og ulve. Masser af hjortetyper, også til fodring
- Glas - Museet for glaskunst - Moderne internationale glasudstillinger. Også mange håndværsbetonede glaspuster-værksteder i oplandet
- Fregatten Jylland, Ebeltoft – Et af verdens største krigsskibe I træ. Istandsat for knap 100 millioner kroner.